# Коровинська сільська територіальна громада
Коровинська сільська територіальна громада — об'єднана територіальна громада в Україні, в Роменському районі Сумської області. Адміністративний центр — село Коровинці.
Площа громади — 189,57 км², населення — 3973 мешканці (2018).
Утворена 19 травня 2017 року шляхом об'єднання Коровинської, Рубанської та Томашівської сільських рад Недригайлівського району.
19 липня 2020 року, в результаті адміністративно-територіальної реформи та ліквідації Недригайлівського району, громада увійшла до складу новоутвореного Роменського району.

## Населені пункти
До складу громади входять 20 сіл: Беседівка, Бороданове, Гай, Дігтярівка, Закроївщина, Зелений Гай, Коритище, Коровинці, Косенки, Малі Будки, Мухувате, Овеча, Перекір, Ракова Січ, Рубанка, Соснівка, Тимощенкове, Томашівка, Тютюнникове та Юхти.